# Almásfüzitő

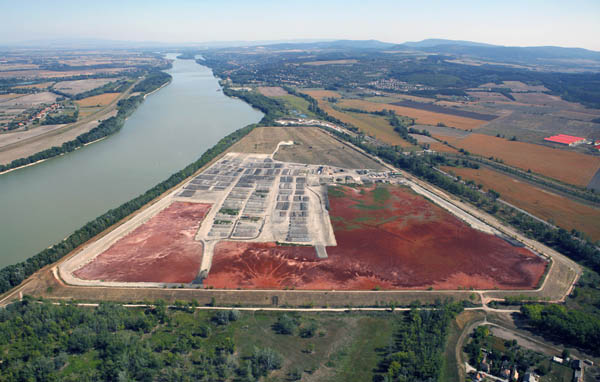
Vörösiszap-tározó, Almásfüzitő

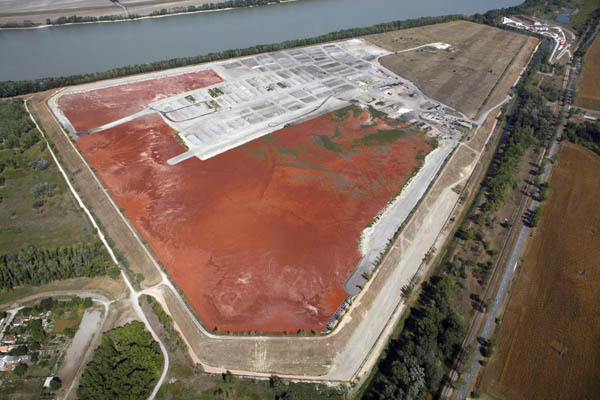
Az almásfüzitői vörösiszap-tározó légi fotón

Almásfüzitő község Komárom-Esztergom vármegyében, a Komáromi járásban.

## Fekvése
Komárom-Esztergom vármegye északi részén, a Duna jobb partján fekszik, a legközelebbi várostól, Komáromtól 10 kilométerre keletre.
Legfontosabb közúti megközelítési útvonala az 1-es főút, amelynek közel 5 kilométernyi szakasza húzódik a településen; déli szomszédja, Naszály felől a 8138-as úton érhető el.
A hazai vasútvonalak közül a települést a Budapest–Hegyeshalom–Rajka-vasútvonal érinti, amelynek két állomása is van a településen: a belterület keleti felében Almásfüzitő vasútállomás (ide csatlakozik Esztergom felől az Esztergom–Almásfüzitő-vasútvonal) és Almásfüzitő felső vasútállomás, a Nagykolónia nevű településrész déli szélén.

## Története

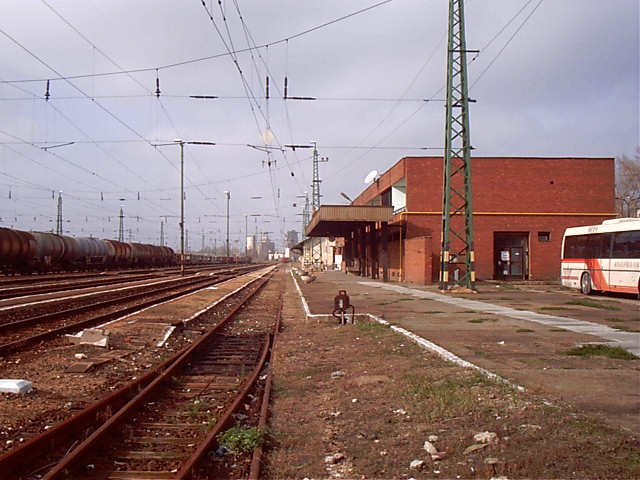
Az „új” állomásépület

A település gyökerei a római korba nyúlnak vissza, de sokkal korábbi, újkőkori leleteket is találtak a területen. Latin neve Azaum volt, így hívták a római korban a mostani falu területének környékén lévő katonai tábort. Az 1. századból való régészeti emlékeket is találtak itt, amelyek a Duna menti limes védműveiből származhatnak. A korai palánk (fa) tábort Marcus Aurelius császár idején kőtábor váltotta fel. Később a tábor falába egy kis erődöt is építettek. A római temetőből előkerült síremlékek egy része ma a falu főterén látható.
A település nevének (Fizeg) legrégibb fennmaradt írásos emléke egy 1001 körüli, a pannonhalmi apátság alapítóleveléből ismert oklevél arról, hogy I. István király a falut a pannonhalmi apátságnak adományozta. IV. Béla király is szívesen időzött Füzitőn.
A település a török hódoltság idején elnéptelenedett.
Későbbi fejlődése az iparnak köszönhető. Zichy Miklós már a 19. században felismerte a kedvező lehetőségeket. Az 1830-as években keményítő-, szesz- és enyvüzemet létesített füzitői birtokán. 1854-ben már cukorgyára is üzemelt.
1879-től az új tulajdonos, Tussla Tivadar Ószőnytől Füzitőig árvízvédelmi töltést emeltetett.
1884-ben készült el a Komárom(akkor még Újszőny)–Budapest-vasútvonal, majd 1891-ben az Esztergom–Almásfüzitő-vasútvonal. Almásfüzitő emeletes állomásépülete és raktárháza is ekkor épült. A település mai nevét 1895-ben kapta; névadója a MÁV volt, amely Almás községnek és Füzitőpusztának ezen a néven létesített közös vasútállomást. A Füzitő összetett szó, melynek előtagja, a Füzegy egy Dunába ömlő patak neve (e pataknév a nyelvészek szerint a fűzfa szóból ered), utótagja, a tő pedig torkolatot jelent.
1884-ben a cukorgyárat keményítőüzemmé és gőzmalommá alakították át. A gyártelep 1899-ben leégett.
Az amerikai tulajdonú Vacuum Oil Company (VOC) Rt. a vasúti, közúti és hajózási lehetőséggel rendelkező Füzitőpusztán 1904-ben kezdte meg ásványolaj-finomítójának építését. A gyár 1908-ben kezdte meg a termelést. A Tanácsköztársaság alatt gépeit leszerelték, de a termelés 1922-ben újraindult.
Az uradalom, a vasút és a gyárak magasabb beosztású alkalmazottai a lakótelepen (a coloniában) laktak, a munkások a környékbeli községekből jártak be dolgozni.
A település 1958-ig Szőnyhöz tartozott.

## Gazdaság

### Olajfeldolgozás
1910-ig Magyarországon hat kisebb-nagyobb kőolaj-finomító működött. Ezek a feldolgozók világító petróleumot, később benzint, és gázolajat gyártottak.
A Vacuum Oil Company 1904-ben kezdte el az általa felfedezett és róla elnevezett vákuumtechnológiás finomító építését Füzitőpusztán. 1904-től 1907-ig felépültek az üzemek, megtörtént a próbaüzem és betanították a személyzetet. Az üzemszerű termelést 1907-ben kezdték el galíciai paraffinos kőolaj feldolgozásával. Ekkor 200 fő dolgozott itt, ebből mintegy 30 adminisztratív alkalmazott. A „Gargoyle” védjegyű olajokat amerikai receptúra szerint saját és vásárolt komponensek felhasználásával állították elő. A receptúra és a védjegy használatáért a központnak fizetni kellett. Kocsikenőcsöket és gépzsírokat is gyártottak.
Az első világháború alatt katonai parancsnokság alá vonták a finomítót. Biztosítani kellett a rendelkezésre álló kőolajból a hadigépezet céljaira alkalmas kőolajtermékek előállítását. A háború után az országban kőolajhiány és politikai okok miatt 1921-ig nem volt kőolajipari termelés. Az alkalmazottakat néhány vezető kivételével elbocsátották. Az amerikai központ szabadulni szeretett volna az elavult berendezésektől, és a gyárat is el kívánta adni. A Vacuum Oil Company Co. azonban meg akarta tartani piacait és eladóhálózatát, ezért korszerűsítette az üzemet. 1922-ben szovjet import kőolajból újból megindult a termelés.
1923-ban a téli dunai jeges ár jelentős károkat okozott a vállalatnak: a 6000 m2-es üres tartályokat kiszakította helyükből.
1925-ben a Standard Oil of New Jersey tulajdonában lévő Magyar-Amerikai Petróleum Rt. megszüntette tevékenységét és beolvadt a Vacuum Oil Co. Rt.-be, s ezzel Magyarország legnagyobb, legerősebb kőolajipari vállalata lett.
1931-ben elindították a folyamatos desztillációs rendszert, s a fekvőkazános rendszer mellett 50 000 tonna/év lett a feldolgozható kőolaj mennyisége. 1940 után a kitermelt hazai kőolajtermelés fedezte a feldolgozóipar gyártási szükségleteit. Ekkortól tilos lett kőolajat importálni. A kitermelt magyar kőolaj kedvező összetételű nyersanyag volt. 30% viszonylag magas oktánszámú motorbenzint, 15% petróleumot és 20% gázolajat tudtak belőle gyártani. Paraffindús pakurájából paraffintalanítással jó minőségű paraffinokat és kiváló minőségű kenőolajféleségeket lehetett előállítani.
Az 1941. december 12-i hadüzenet után az amerikai tulajdonú vállalatot magyar állami kezelésbe vették. 1942. január 12-től „Magyarországi Vácuum Olaj Üzemek Magyar Királyi Kincstár kezelésében” lett a neve. A gyárban katonai parancsnokság működött. 1944. március 19-e után – a német megszállás kezdetével – elkezdődtek a légiriadók, majd később a bombatámadások. Az elsőt 1944. június 13-án éjjel intézték a szövetséges csapatok légierői a finomító ellen. 20 kilotonna  szénhidrogén, alapanyag, félkész és késztermék folyt szét, illetve borult lángba.
A lepárlóoszlopot telibe találták, de két hét múlva újra működőképes volt. 1944. augusztus 9-én délelőtt szőnyegbombázás érte a gyárat. Ekkor halálos áldozatok is voltak. 1945. február 8-án ismét pusztított a jeges ár. A jégtorlódás miatt felduzzadt Dunát a megsérült töltés nem bírta el. Az ár átszakította, és bezúdult a gyár területére. Az utolsó (harmadik) bombatámadás 1945. március 14-én volt, de a tönkrement és a németek által leszerelt gyárban már nem sokat pusztított. A visszavonuló német hadsereg az épségben lévő berendezéseket aláaknázta, de a felrobbantásához már nem volt ideje.

### Timföldfeldolgozás
1941-ben a (német tőkerészesedésű) Dunavölgyi Timföldipari Rt. 60 000 tonna kapacitású timföldgyár építését kezdte meg. A második világháború miatt a termelés csak 1950-ben indult meg. 1970-re a gyárat 330 000 tonna/év kapacitásra bővítették. Az 1980-as évek közepén az ország termelésének közel felét adta. Az Almásfüzitői Timföld Kft. bauxitfeldolgozási részlegét értékesítési nehézségek miatt 1994 végén leállították, a továbbiakban csak nem kohászati timföldet állítottak elő a gyárban. 1995-től a Hungalumina Kft. töltötte be a vagyonkezelő szerepét. A következő évben a Hungalu Rt. 90%-os részvénycsomagját eladta a Hungaluminának. A fennmaradó 10%-ot munkavállalói részvénycsomagként megvásárlásra ajánlották fel a dolgozóknak. Nem sokkal később az alumínium árának nagyarányú csökkenése miatt (?) veszteségessé vált a cég, és a gyárat 1997-ben végleg leállították. 700 dolgozója vált munkanélkülivé.

## Mai élete
Az ipari fejlődés a település fejlődésére is hatott. Infrastruktúrája a városias követelményeknek is eleget tesz. Az útjai burkoltak. Vezetékes vízzel, szennyvízcsatorna-hálózattal rendelkezik, és a távfűtés is megoldott. Almásfüzitőnek saját kábeltévés csatornája is van. A 19. századtól Szőnyhöz tartozó falu 1958-ban önálló lett. 1984 és 1988 között Komárom város vonzáskörzetéhez tartozott. 1900-ban létesült iskolája 1923-ban új épületet kapott. Sportolásra és tömegsportra alkalmas sportcsarnoka és sportpályája van. A művelődési ház 1950-es létrehozása óta otthont ad az Almásfüzitő Baráti Körnek és a Kertbarátok Körének, amely 1984 óta borversenyeket is szervez. A művelődési házban van a Polgármesteri Hivatal is.

### Polgármesterei
- 1990–1994: Biermann Margit (független)[3]
- 1994–1998: Biermann Margit (független)[4]
- 1998–2002: Rokolya Ferencné (független)[5]
- 2002–2006: Karánsebesy Lukács (független)[6]
- 2006–2010: Karánsebesy Lukács (független)[7]
- 2010–2014: Karánsebesy Lukács Pál (független)[8]
- 2014–2017: Karánsebesy Lukács Pál (független)[9]
- 2017–2019: Beró László (független)[10][11]
- 2019–2024: Beró László (független)[12]
- 2024– : Szabó Gergely (független)[1]

A településen 2017. június 11-én időközi polgármester-választást tartottak, az előző polgármester lemondása  miatt.

## Népesség
A település népességének alakulása:
| Lakosok száma | 2089 | 2037 | 2047 | 2155 | 2091 | 2105 | 2104 |
|               | 2013 | 2014 | 2015 | 2021 | 2022 | 2023 | 2024 |

A 2011-es népszámlálás során a lakosok 86,5%-a magyarnak, 1% cigánynak, 0,7% németnek, 0,4% románnak, 0,4% szlováknak mondta magát (13,4% nem nyilatkozott; a kettős identitások miatt a végösszeg nagyobb lehet 100%-nál). A vallási megoszlás a következő volt: római katolikus 29,6%, református 12,7%, evangélikus 1,1%, görögkatolikus 0,3%, felekezeten kívüli 27,9% (27,3% nem nyilatkozott).
2022-ben a lakosság 86,1%-a vallotta magát magyarnak, 0,6% németnek, 0,6% cigánynak, 0,4% szlováknak, 0,2% románnak, 0,1% horvátnak, 0,1% ruszinnak, 2,3% egyéb, nem hazai nemzetiségűnek (13,9% nem nyilatkozott; a kettős identitások miatt a végösszeg nagyobb lehet 100%-nál). Vallásuk szerint 17,5% volt római katolikus, 9,3% református, 0,7% evangélikus, 0,5% görög katolikus, 0,7% egyéb keresztény, 1,1% egyéb katolikus, 23,1% felekezeten kívüli (47% nem válaszolt).

## Látnivalói
- „Vacuum” szegecselt tartályok – ipari műemlék
- Nemzetközi motorcsónak-versenyek, jachtkikötő
- Azaum római tábor[16]

## Képtár

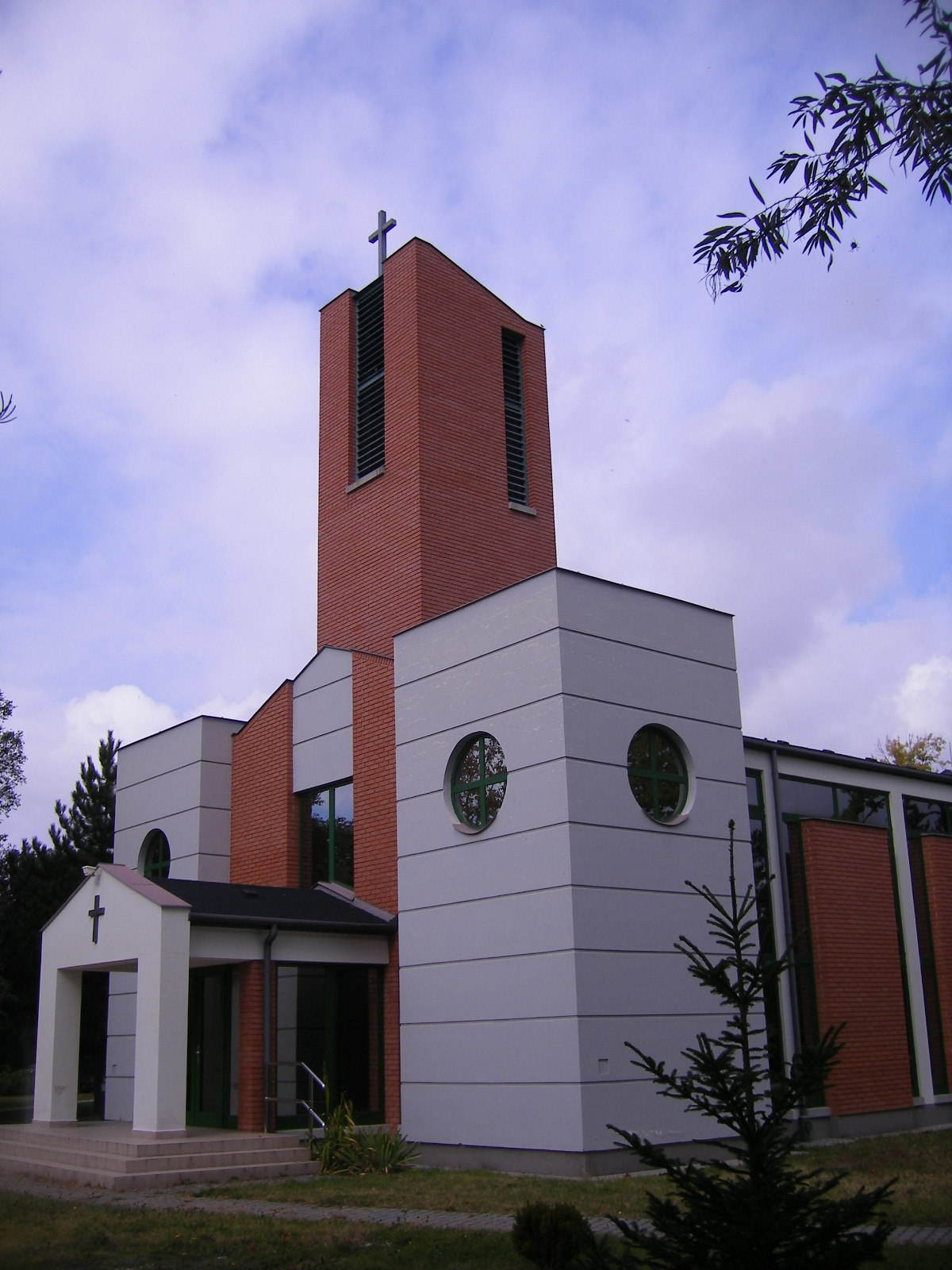
A Szent István templom
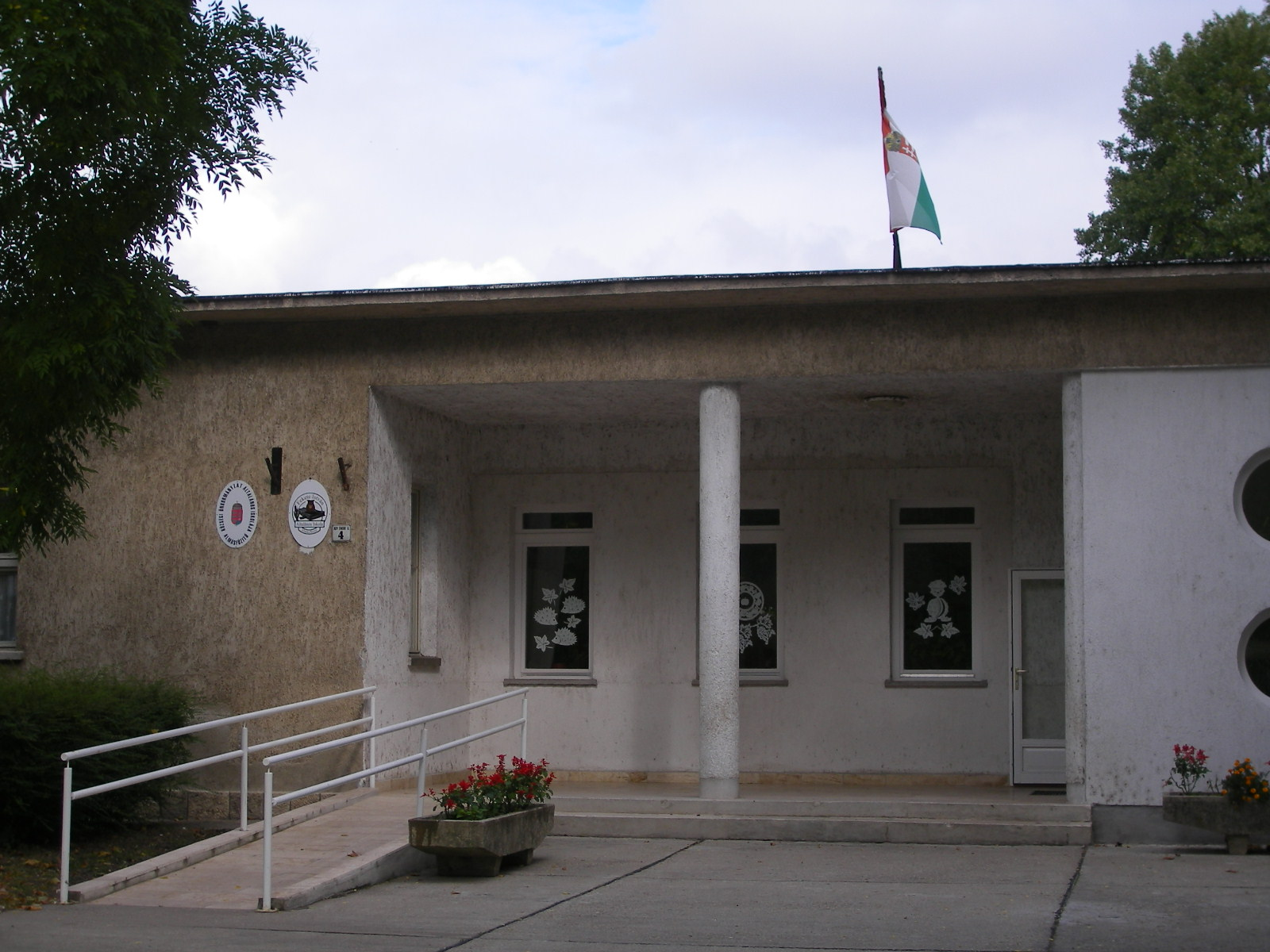
Általános iskola
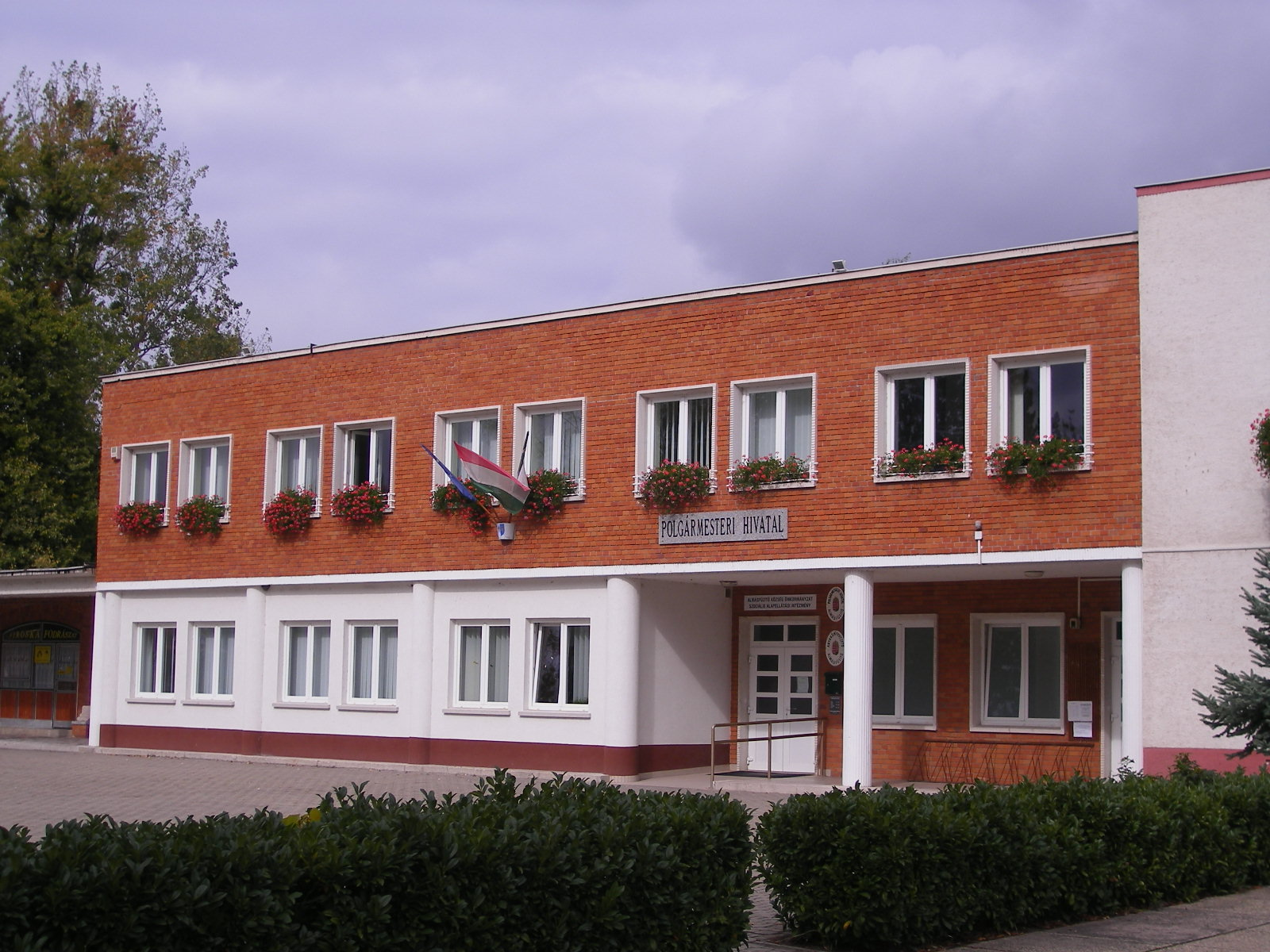
Polgármesteri hivatal
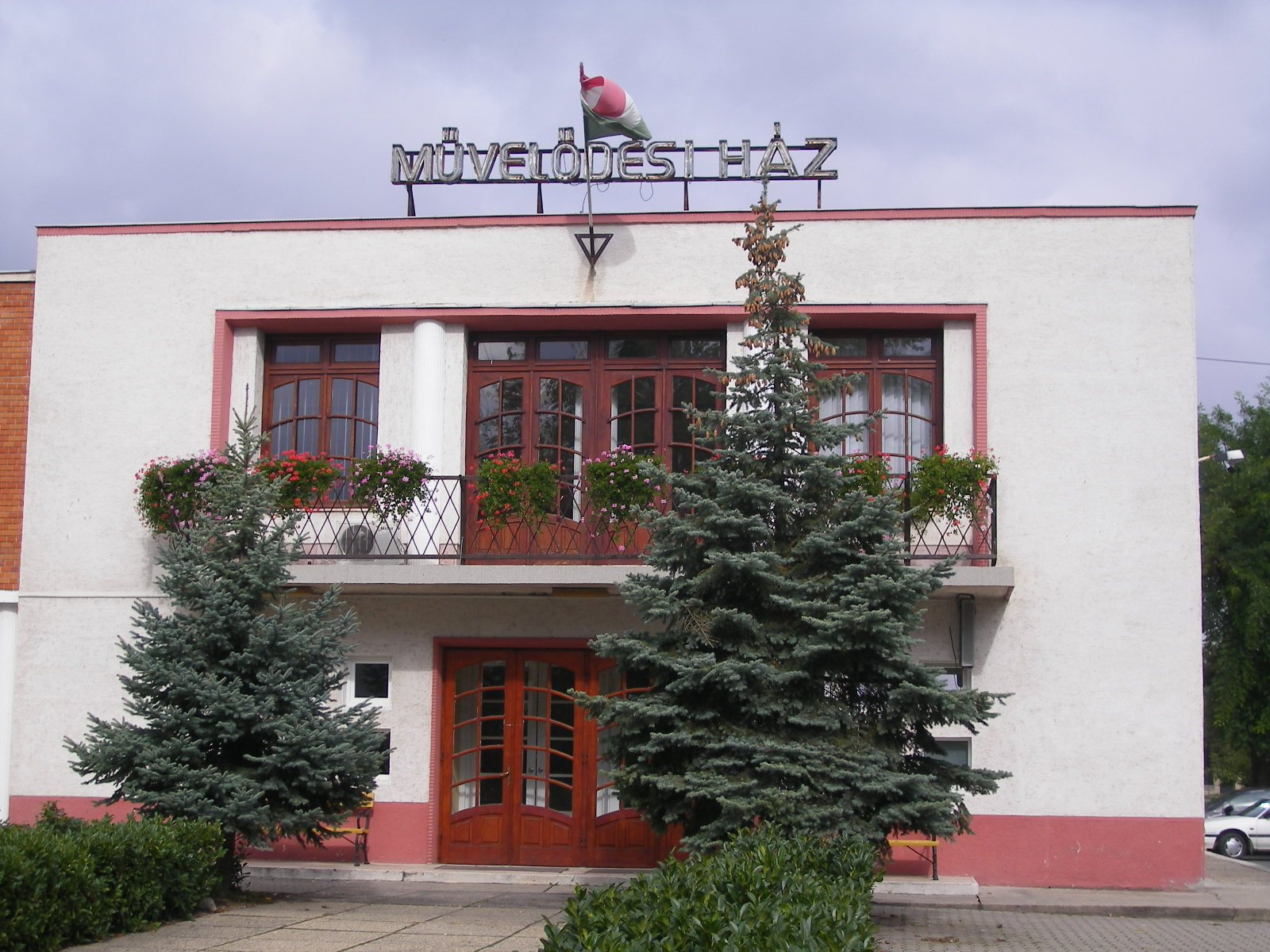
Művelődési ház
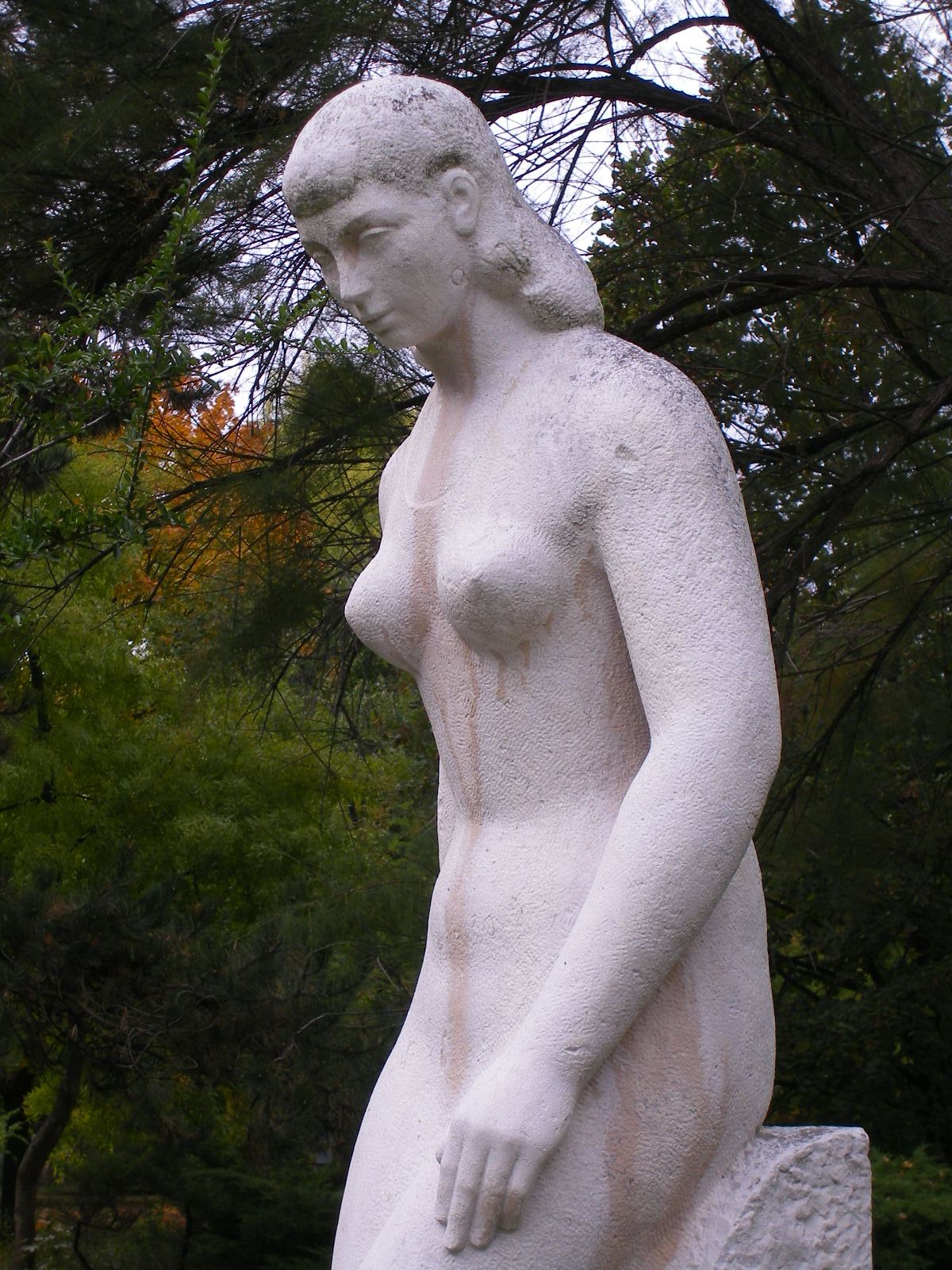
Álló nő fürdés előtt (Balázs István alkotása)
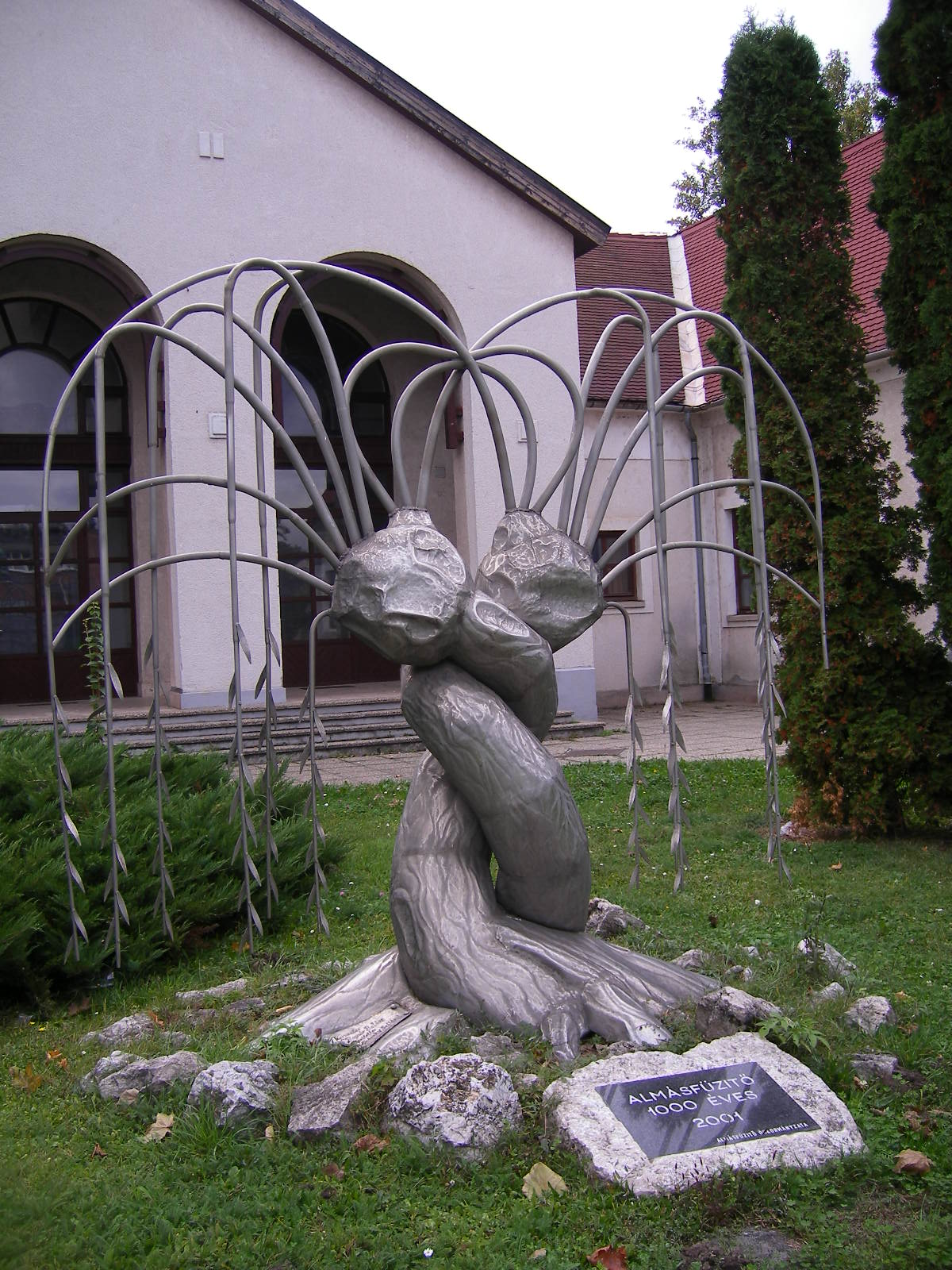
Füzitő első említésének 1000. évfordulójára emelt emlékmű
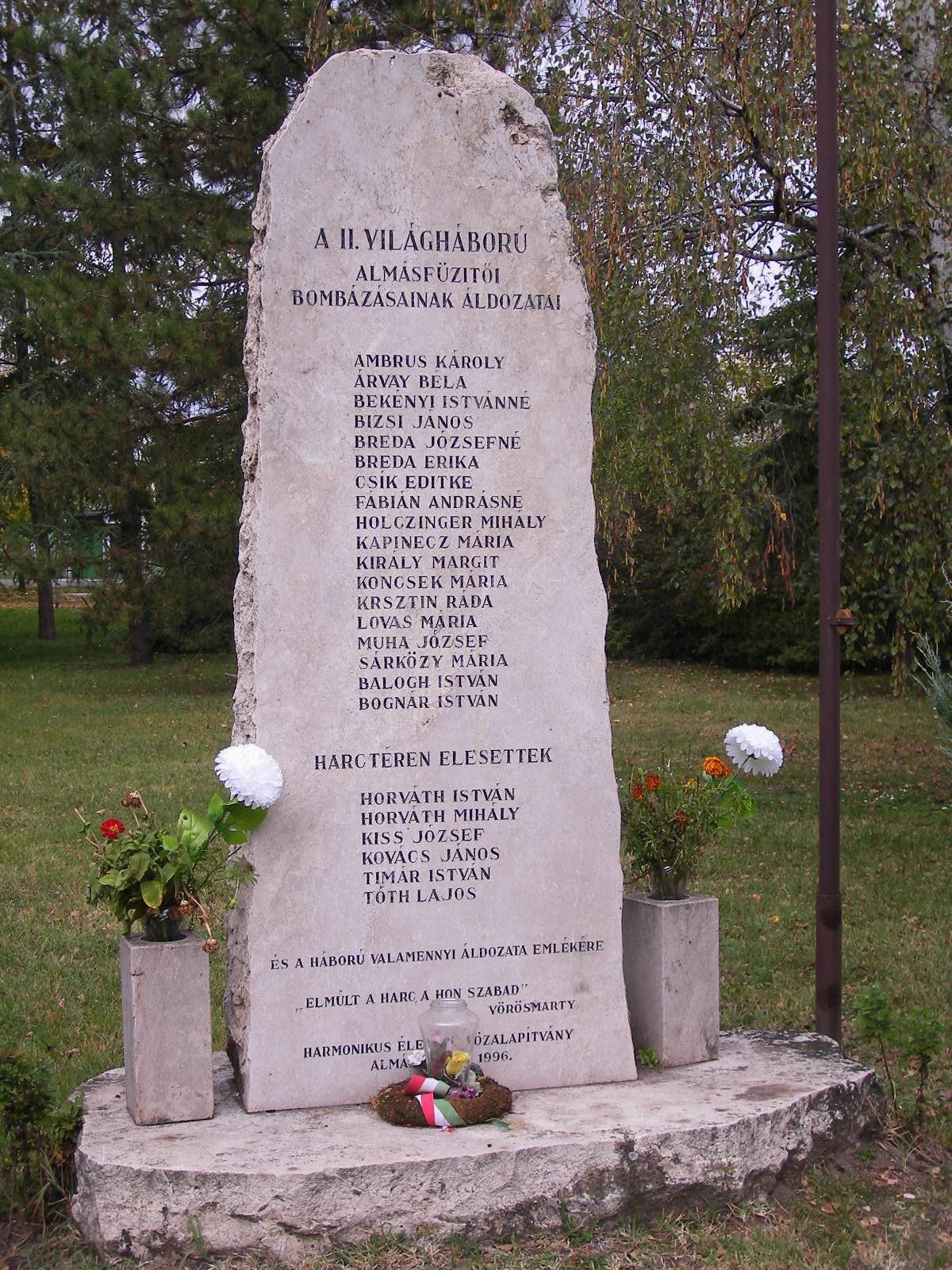
Második világháborús emlékmű
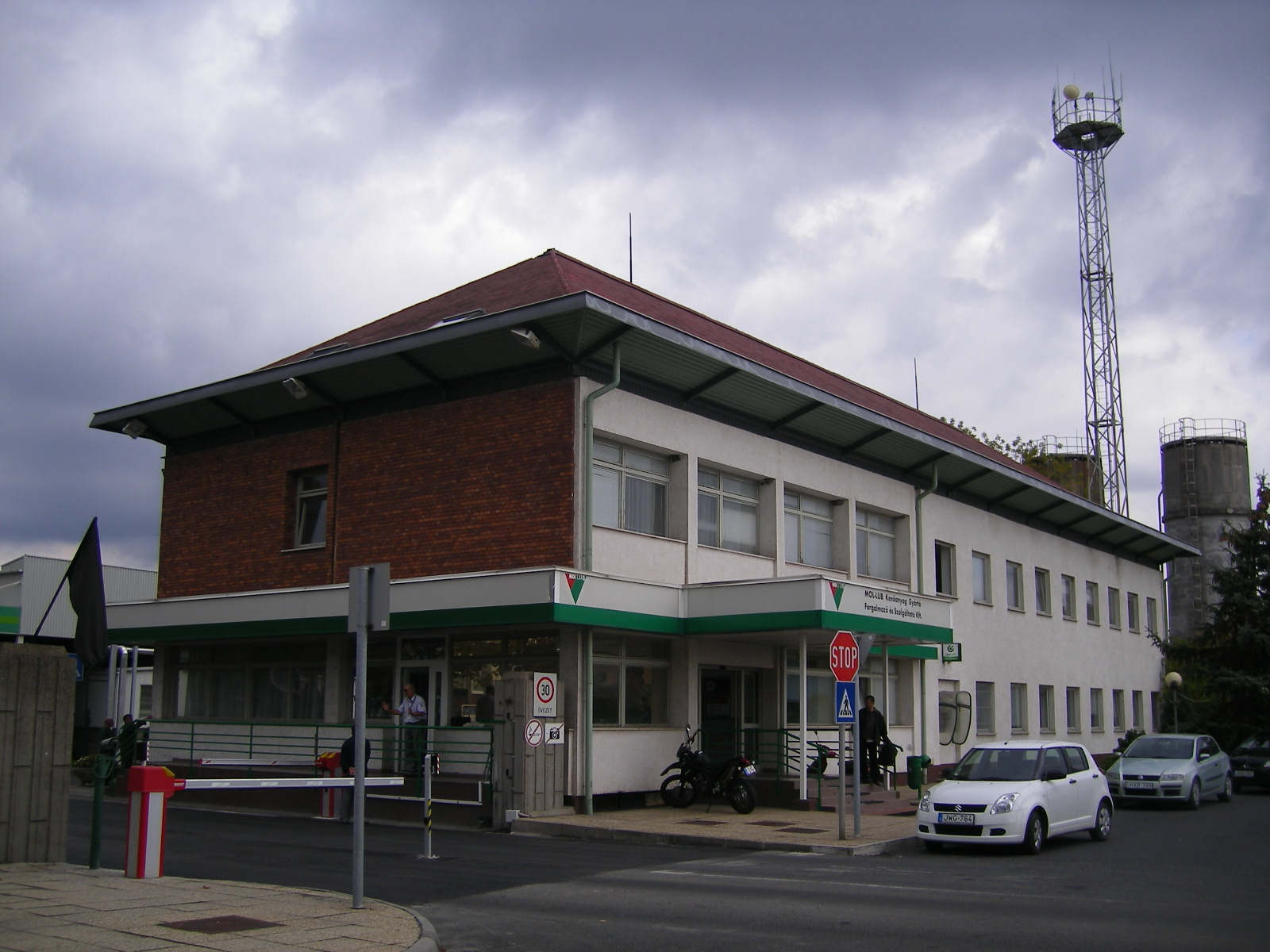
A MOL telephelye
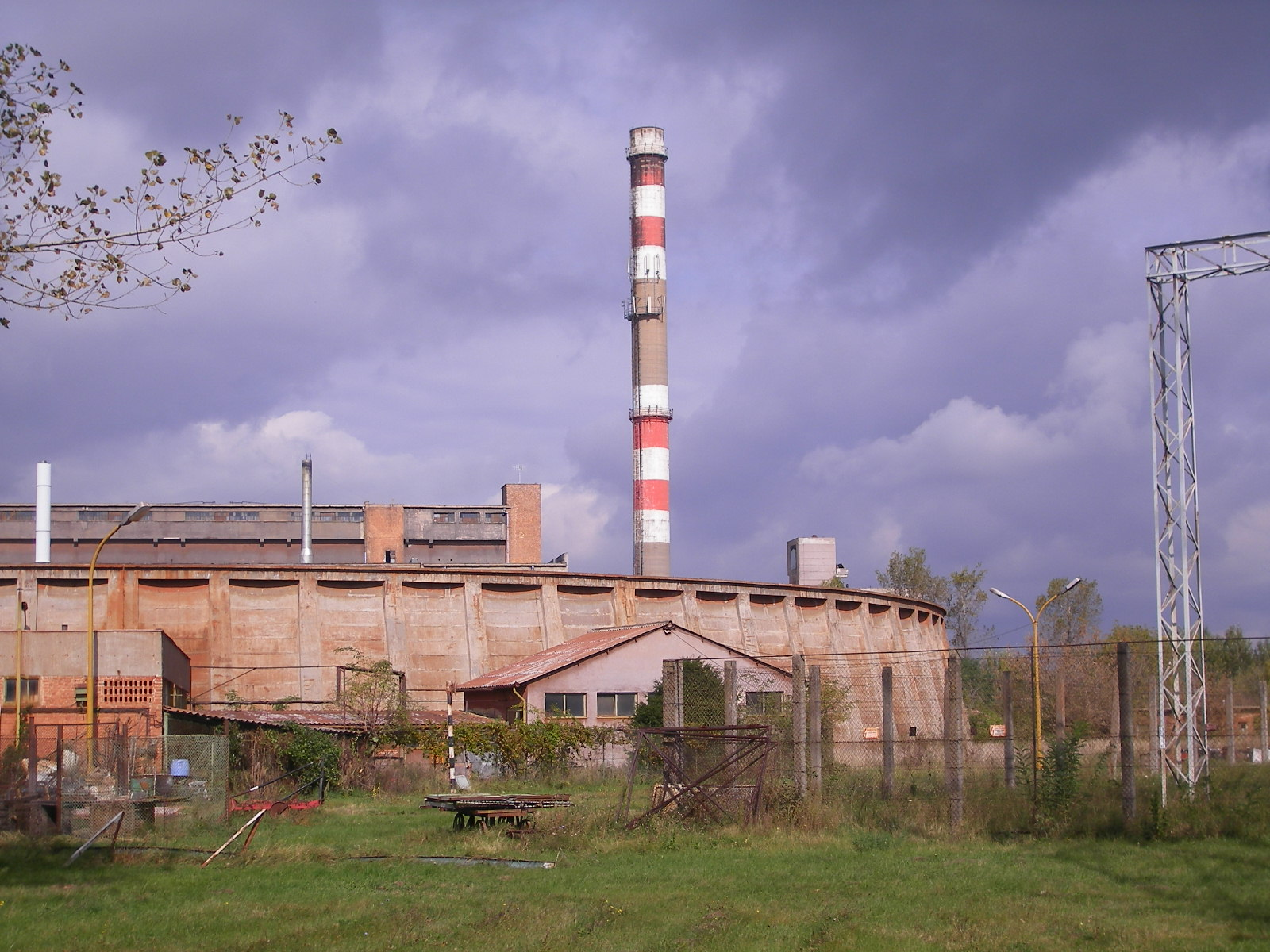
A timföldgyár
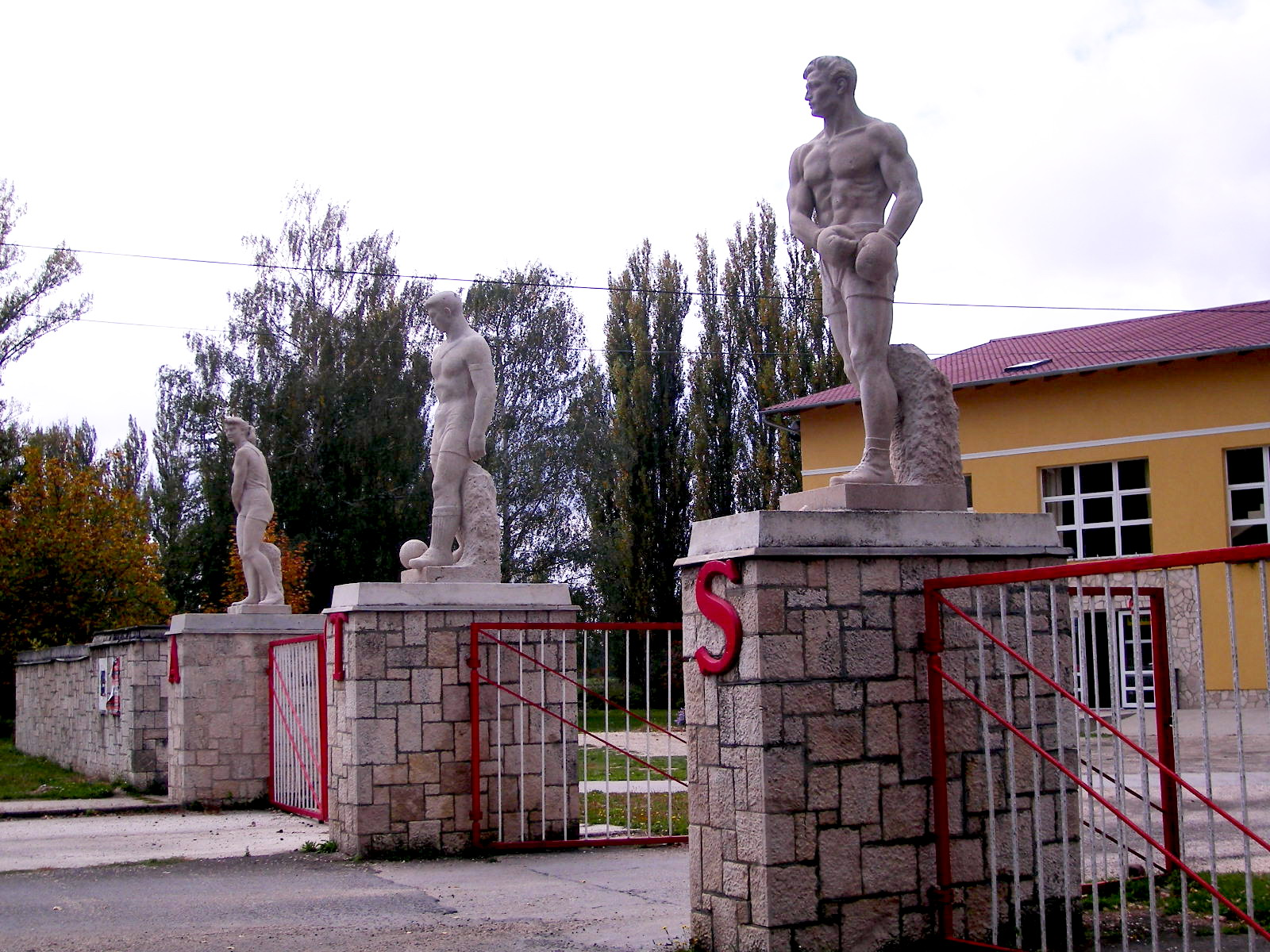
Sporttelep
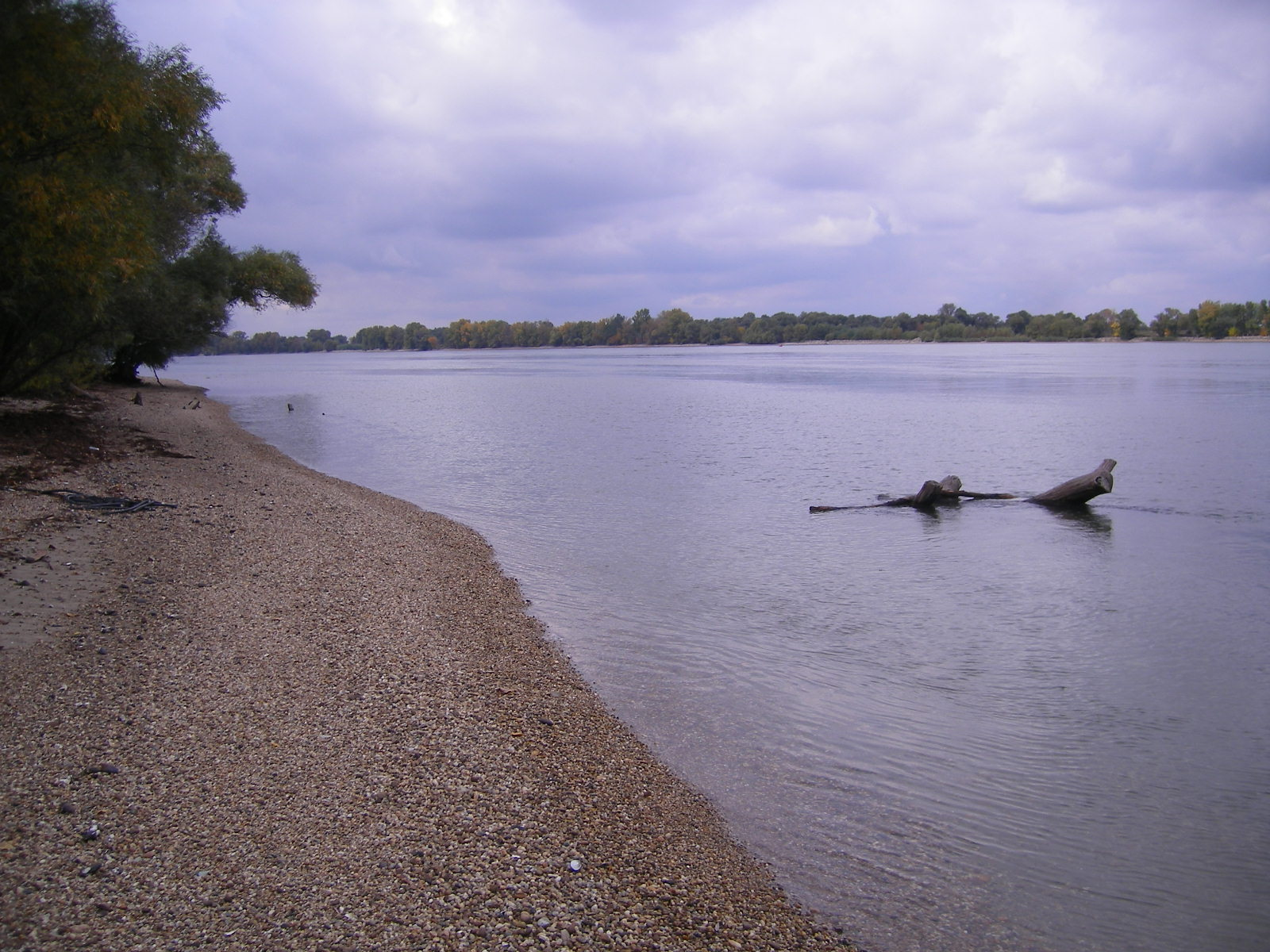
A Duna-part
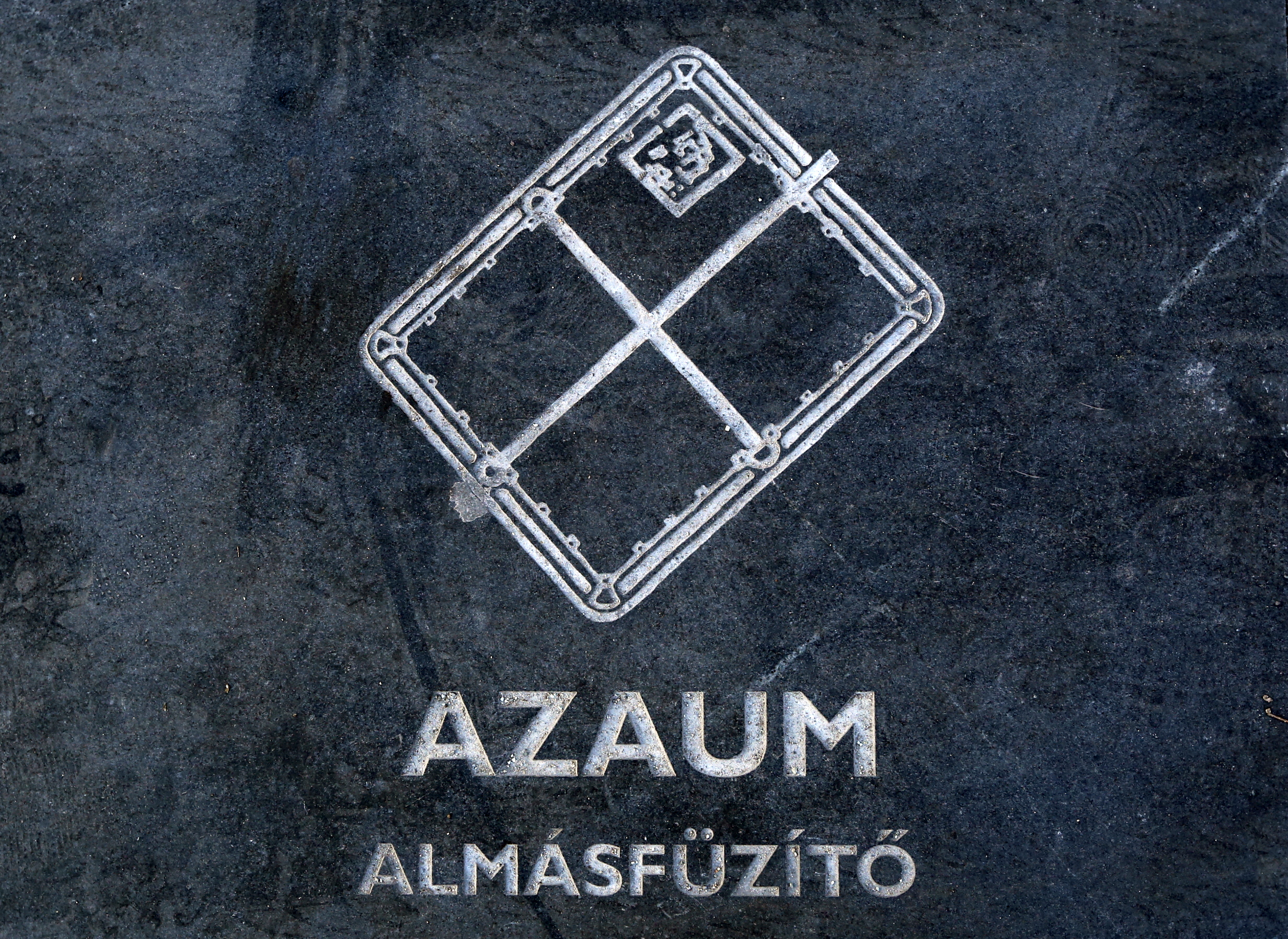
Azaum (Almásfüzitő) római katonai tábor alaprajza.

## Populáris kultúrában
Almásfüzitő neve 2014-ben megjelent a Metal Gear Solid V Ground Zeroes nevű játékban, valamint annak folytatásában a The Phantom Pain-ben, ahol a főellenség "Skull Face" szülőhelyeként említik. Skull Face, gyerekkori traumái és sérülései egy részét itt szerezte, a második világháborús bombázások alatt.